# Autometralladora Minerva
L'autometralladora Minerva, en francès Automitrailleuse Minerva, fou un cotxe blindat belga desenvolupat durant la Primera Guerra Mundial per a usos militars i que es va mantenir en servei fins ben entrada la dècada dels 30 per part de la gendarmeria belga.
Quan va començar la invasió alemanya de Bèlgica, l'agost de 1914, els belgues es trobaven, generalment, superats numèricament. Per contrarestar-ho van decidir blindar i armar cotxes civils de la companyia Minerva d'Anvers. Aquests blindats demostrarien ser molt útils fent reconeixements i atacant infanteria alemanya vora carreteres i terrenys plans.
En total se'n van fabricar una trentena, modificant-los a la companyia Société anonyme John Cockerill de Hoboken, normalment basats en el cotxe Minerva 38CV, armats amb una metralladora Hotchkiss i blindats amb fins a 5 mm de planxa.

## Antecedents
L'any 1912 l'Exèrcit Belga va començar a desenvolupar petites unitats de patrulla amb cotxes armats per vigilar les carreteres. Tot i això no disposaven de cap blindatge i simplement anaven lleugerament armats.
Amb l'esclat de la Primera Guerra Mundial, Alemanya va exigir que Bèlgica permetés el pas de les seves tropes. Bèlgica, que volia romandre neutral, va negar-s'hi i l'Exèrcit Imperial Alemany el 4 d'agost de 1914 va iniciar la invasió alemanya de Bèlgica.
En un primer moment els enfrontaments eren en terrenys plans i amb bones carreteres. Aleshores el tinent belga Charles Henkart, preveient que podrien ser útils, va cedir els seus cotxes privats de Minerva Motors a l'Exèrcit Belga perquè els preparessin per combatre a la companyia Cockerill. Les modificacions es van acabar a finals d'agost i el setembre el diari The Evening Herald de Klamath Falls (Oregon) ja informava del seu ús en combat.

## Disseny
Als primers models se'ls va treure completament tota la carrosseria i es va substituir per planxa de 4 mm de gruix. Perquè aquesta xapa fos més rígida no s'hi van deixar portes i la tripulació havia d'enfilar-s'hi per sobre. Aquesta superestructura única era plana al davant i arrodonida al darrere s'anomenava "banyera" i allotjava tota la tripulació. Per suportar el pes addicional a l'eix del darrere s'hi van posar un parell més de rodes. Al darrere s'hi muntava la metralladora Hotchkiss, amb el seu escut, que estava situada sobre un anell que permetia un gir de 360°.

## Historial de combat

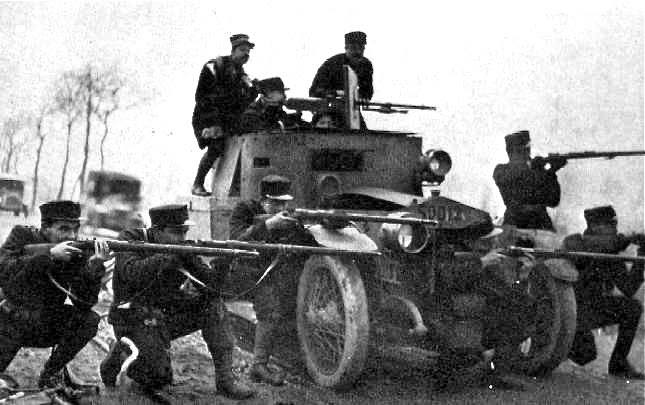
Una autometralladora Minerva i un grup de soldats belgues a un bloqueig de carretera el novembre de 1914.

Des d'un bon principi els belgues van fer servir aquests blindats com si fos cavalleria motoritzada. Agrupats en seccions de 3 cotxes realitzaven missions de reconeixement, donaven suport a la infanteria o duien a terme missions de càstig rere les línies alemanyes.
Aquest període no va durar gaire, ja que l'octubre de 1914 les línies de trinxeres havien arribat al riu IJzer, on es mantindrien fins a l'any 1918. Aquesta àrea era massa fangosa perquè les autometralladores es poguessin moure lliurement.
En aquesta situació una part es va quedar combatent a Bèlgica i amb l'altra es va organitzar una expedició, en francès anomenada Corps expéditionnaire belge des autos-canons-mitrailleuses en Russie, que aniria a ajudar contra els alemanys al front rus.
Durant els combats els alemanys capturarien quatre models, que modificarien i enviarien al Front de Romania l'any 1916 i que posteriorment, l'any 1919, també es farien servir a Berlín durant la Revolució Alemanya.
Acabada la guerra els models que hi havia a Rússia van tornar a Bèlgica i es van continuar fent servir fins a l'any 1933-35 per la gendarmeria belga. A més a més, l'any 1919 almenys un Minerva es va equipar amb un canó Puteaux de 37 mm i també es va dissenyar una versió amb una torreta totalment coberta i blindada.